# 階上町立階上中学校
階上町立階上中学校（はしかみちょうりつ はしかみちゅうがっこう）は、青森県三戸郡階上町大字赤保内にある公立中学校。

## 沿革
- 1947年（昭和22年）
  - 4月1日 - 階上村立階上中学校として創立。校舎は、鳥屋部小学校校舎に併設。
  - 4月21日 - 開校式挙行。
  - 12月1日 - 登切小学校内に、冬期間季節分校を併設（昭和24年度まで）。
- 1950年（昭和25年）4月1日 - 登切分校を設置。
- 1951年（昭和26年）8月25日 - 新校舎落成。鳥屋部小学校から、分離移転。
- 1952年（昭和27年）4月1日 - 金山沢分校を設置。
- 1954年（昭和29年）4月1日 - 登切分校と金山沢分校が、それぞれ昇格独立する。
- 1955年（昭和30年）2月10日 - 講堂落成式挙行。
- 1962年（昭和37年）2月 - 特別教室2教室増築落成。
- 1969年（昭和44年）3月12日 - ブラスバンド15人編成の楽器を購入。
- 1971年（昭和46年）
  - 3月25日 - 新校舎第一期工事完了（赤保内字柳沢15番2号）。
  - 4月1日 - 地方自治法第24条の2によって、本校・登切中学校、金山沢中学校の3校が統合し、階上村立階上中学校となる。ただし、校舎はこの時点では統合せず、階上中学校階上校舎として存続。
  - 6月1日 - 女子制服を制定。
- 1972年（昭和47年）
  - 5月4日 - 統合階上中学校父母の教師の会創立総会開催。
  - 12月25日 - 新校舎第二期工事完了（普通教室及び特別教室2棟）。
- 1973年（昭和48年）
  - 3月26日 - 階上校舎・金山沢校舎・登切校舎からの移転が完了する。
  - 4月1日 - 実質統合により、階上町立階上中学校（旧）が閉校し、階上村立階上中学校（新）開校。同日、校歌・校旗制定、第二校歌「階上中学校の歌」も制定。遠距離通学生には、スクールバスを運行。
  - 4月7日 - 新生階上中学校開校式並びに入学式挙行。
  - 5月31日 - 体育館竣工。
  - 8月25日 - 旧階上・金山沢・登切の各地中学校の卒業生で、階上中学校同窓会を設立。
  - 9月7日 - 新校舎落成記念式典挙行。
- 1974年（昭和49年）
  - 6月15日 - 校舎中庭に芝生造成。
  - 7月13日 - 校庭にブロック造トイレ建設。
  - 9月12日 - 鉄骨造自転車置場を作る。
- 1975年（昭和50年）
  - 5月30日 - 体育館東西側に、防球ネット設置。
  - 7月9日 - 学校プール完成。
  - 7月18日 - 学校プール開場式。
- 1976年（昭和51年）
  - 8月12日 - 校庭用トイレに、水道施設完成。
  - 9月18日 - 体育館暗幕取付完了。
- 1978年（昭和53年）
  - 5月29日 - プール塗装工事とテニスコート2面造成工事が完了。
  - 6月14日 - ソフトボール及び野球場に水道配管・給水施設設置。
- 1980年（昭和55年）5月1日 - 町制施行に伴い、階上町立階上中学校に改称する。
- 1983年（昭和58年）12月30日 - 校舎屋上が、トタン屋根葺きとなる。
- 1984年（昭和59年）10月24日 - 校内暖房工事完了（灯油の温風ストーブに切り替え）。
- 1985年（昭和60年）4月2日 - 普通教室6教室塗装と廊下タイル張替工事。
- 1987年（昭和62年）
  - 3月9日 - 外の運動部室に照明を設置。
  - 5月11日 - 全教室の黒板をスチール製に替える。
  - 8月27日 - 体育館床張替工事。
- 1988年（昭和63年）
  - 1月11日 - 校舎内全面塗装工事。
  - 5月22日 - 運動会用優勝旗を、PTAから寄贈された。
  - 10月30日 - 階中祭展示用幕を、昭和63年度卒業生より寄贈される。
- 1990年（平成2年）3月 - グラウンドに夜間照明施設完成[1]。
- 1996年（平成8年）3月 - 生徒急増により、校舎を新増築[2]。

## 通学区域
- 道仏中学校の学区を除く階上町内

## 生徒数
2019年（令和元年）5月1日現在
| 学年 | 1年 | 2年 | 3年 | 特別支援    | 合計 |
| ---- | --- | --- | --- | ----------- | ---- |
| 学級 | 2   | 2   | 3   | 4           | 11   |
| 生徒 | 76  | 78  | 83  | （19） 内数 | 237  |

## 学校周辺
- 階上町立赤保内小学校 - 敷地が隣接、かつ進学前小学校でもある。
- 民族資料収集館
- 階上郵便局

## アクセス
- 階上町コミュニティバス「階上中学校前」バス停下車。